# Humörsvängningar

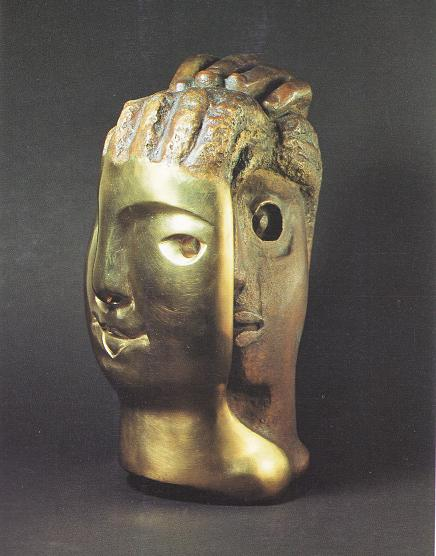
Den som har humörsvängningar kastas mellan olika känslor, oförklarligt eller överdrivet.
"Doppelgesicht", skulptur i brons av Katharina Szelinski-Singer (1992).

Humörsvängningar är ett psykiskt symtom som innebär att personen hastigt eller oförklarligt byter sinnesstämning, en sinnesstämning som ofta är oönskad, överdriven eller på annat sätt plågsam. En personlighet som präglas av humörsvängningar brukar kallas labil.
Humörsvängningar kan bero på stress, droger, matproblem, sömnproblem eller ha andra orsaker som hänger ihop med livssituationen, händelser eller vardagen. Det kan också bero på till exempel en hormonstörning eller en psykisk störning. I samband med graviditet, förlossning, menstruationen eller klimakteriet kan en del kvinnor uppleva humörsvängningar. Humöret påverkas ofta av till exempel hyperparatyreos och giftstruma.
Om sinnestillståndet kastas mellan mani, som varar mellan någon vecka till någon månad, och depression, som ofta varar något längre, kan det vara ett tecken på bipolär sjukdom. Svåra stämningsförskjutningar kännetecknar också andra affektiva störningar och schizoaffektivt syndrom, generellt sett. Hastiga kast mellan sinnesstämningar kännetecknar  borderline, histrionisk personlighetsstörning, intermittent explosivitet, personlighetsförändringar, samt är ett tecken på att ett drogrus övergått i akut drogförgiftning.